# Sphiggurus vestitus
Espèce
Statut de conservation UICN

 DD   : Données insuffisantes
Sphiggurus vestitus est une espèce qui fait partie des rongeurs de la famille des Erethizontidae appelés porcs-épics préhensiles.
On rencontre ce porc-épic en Colombie et au Venezuela. Ce sont des animaux terrestres arboricoles que l'on rencontre dans les forêts humides subtropicales. Cette espèce est jugée vulnérables par l'UICN (2003). 

## Génétique
Des études génétiques ont porté sur Sphiggurus vestitus pruinosus dans l'ouest du Venezuela, et ont mis en évidence un caryotype présentant des différences inattendues avec celui d'espèces morphologiquement poches.

## Classification
Cette espèce a été décrite pour la première fois en 1899 par le zoologiste britannique Michael Rogers Oldfield Thomas (1858-1929). Elle était auparavant classée dans le genre Coendou.
En 2001, Voss et da Silva ont différencié deux nouvelles espèces dans ce groupe : Sphiggurus ichillus (Voss & da Silva, 2001) et Sphiggurus roosmalenorum (Voss & da Silva, 2001).